# Meduna di Livenza
Meduna di Livenza là một đô thị ở tỉnh Treviso trong vùng Veneto, có cự ly khoảng 45 km về phía đông bắc của Venice và khoảng 30 km về phía đông bắc của Treviso. Tại thời điểm ngày 31 tháng 12 năm 2004, đô thị này có dân số 2.810 người và diện tích là 15,1 km².
Meduna di Livenza giáp các đô thị: Annone Veneto, Gorgo al Monticano, Motta di Livenza, Pasiano di Pordenone, Pravisdomini.